# André Rosseel
André Rosseel (Lauwe, 23 november 1924 - Roeselare, 8 december 1965) was een Belgisch wielrenner. Hij was profwielrenner van 1947 tot 1957. Rosseel stierf op 8 december 1965 op 41-jarige leeftijd bij een verkeersongeval.

## Belangrijkste overwinningen
1947
- Omloop van Midden-Vlaanderen

1948
- Eindklassement Dwars door België

1950
- 1e etappe Dwars door België
- Eindklassement Dwars door België

1951
- Eindklassement Ronde van Algerije
- Gent-Wevelgem
- 8e etappe Ronde van Frankrijk
- 15e etappe Ronde van Frankrijk
- 2e etappe Ronde van België

1952
- 5e etappe Ronde van België
- 2e etappe Ronde van Frankrijk
- 16e etappe Ronde van Frankrijk

1954
- 1e etappe Tour du Nord
- 5e etappe Tour du Nord
- Eindklassement Tour du Nord

## Resultaten in voornaamste wedstrijden
| Jaar | Ronde van Italië | Ronde van Frankrijk | Ronde van Spanje |
| ---- | ---------------- | ------------------- | ---------------- |
| 1947 |                  |                     |                  |
| 1948 |                  | opgave              |                  |
| 1949 |                  |                     |                  |
| 1950 |                  |                     |                  |
| 1951 |                  | 25e (2)             |                  |
| 1952 |                  | 28e (2)             |                  |
| 1953 |                  |                     |                  |
| 1954 | 32e              |                     |                  |
| 1955 |                  |                     |                  |
| 1956 |                  |                     |                  |
| 1957 |                  |                     | 30e              |

| Jaar | Milaan-San Remo | Gent-Wevelgem | Ronde van Vlaanderen | Parijs-Roubaix | Luik-Bast.‑Luik | Ronde van Lombardije | Omloop Het Volk | Waalse Pijl |
| ---- | --------------- | ------------- | -------------------- | -------------- | --------------- | -------------------- | --------------- | ----------- |
| 1947 |                 | 5e            |                      |                |                 |                      | 7e              |             |
| 1948 | 41e             |               |                      |                |                 |                      | 4e              |             |
| 1949 |                 | 10e           |                      | 12e            |                 |                      |                 |             |
| 1950 |                 |               |                      | 13e            | 10e             |                      | 19e             |             |
| 1951 |                 | Goud          |                      |                | 19e             |                      |                 | 11e         |
| 1952 |                 | 4e            |                      | 12e            | 20e             |                      | 36e             | 12e         |
| 1953 |                 | 8e            |                      | 47e            | 12e             |                      |                 |             |
| 1954 | 13e             | 14e           | 7e                   |                | 13e             | 65e                  |                 | 10e         |
| 1955 |                 | 17e           |                      |                |                 |                      | Zilver          |             |
| 1956 | 97e             | 50e           |                      | 20e            |                 |                      |                 | 7e          |
| 1957 |                 | 43e           |                      |                |                 |                      | 24e             |             |